# 서울금북초등학교
서울금북초등학교(서울金北初等學校)는 대한민국 서울특별시 성동구에 있는 공립 초등학교이다.

## 연혁
- 1968년 11월 26일 개교
- 2018년 11월 26일 개교 50주년